# Campionati francesi di sci alpino 2010
I Campionati francesi di sci alpino 2010 si sono svolti a Les Menuires dal 16 al 26 marzo. Il programma ha incluso gare di discesa libera, supergigante, slalom gigante, slalom speciale e supercombinata, tutte sia maschili sia femminili.
Trattandosi di competizioni valide anche ai fini del punteggio FIS, vi hanno partecipato anche sciatori di altre federazioni, senza che questo consentisse loro di concorrere al titolo nazionale francese.

## Risultati

### Uomini

#### Discesa libera
| Pos. | Atleta             | Nazione | Tempo   |
| ---- | ------------------ | ------- | ------- |
| 1    | Yannick Bertrand   | Francia | 1:16,05 |
| 1    | Adrien Théaux      | Francia | 1:16,05 |
| 3    | Johan Clarey       | Francia | 1:16,43 |
| 4    | Sébastien Pichot   | Francia | 1:16,61 |
| 5    | Guillermo Fayed    | Francia | 1:16,84 |
| 6    | David Poisson      | Francia | 1:16,86 |
| 7    | Alexandre Pasquier | Francia | 1:16,90 |
| 8    | Jérémie Durand     | Francia | 1:17,35 |
| 9    | Mathieu Faivre     | Francia | 1:17,36 |
| 9    | Sylvain Gelloz     | Francia | 1:17,36 |

Data: 17 marzo

#### Supergigante
| Pos. | Atleta                | Nazione | Tempo   |
| ---- | --------------------- | ------- | ------- |
| 1    | Adrien Théaux         | Francia | 1:23,93 |
| 2    | Sébastien Pichot      | Francia | 1:25,08 |
| 3    | Paul Schroeder        | Francia | 1:25,57 |
| 4    | Yannick Bertrand      | Francia | 1:25,66 |
| 5    | Brice Roger           | Francia | 1:25,98 |
| 6    | Victor Muffat Jeandet | Francia | 1:25,99 |
| 7    | Sylvain Gelloz        | Francia | 1:26,00 |
| 8    | Guillermo Fayed       | Francia | 1:26,04 |
| 8    | Maxence Muzaton       | Francia | 1:26,04 |
| 10   | David Poisson         | Francia | 1:26,17 |

Data: 19 marzo

#### Slalom gigante
| Pos. | Atleta                         | Nazione   | Tempo   |
| ---- | ------------------------------ | --------- | ------- |
| 1    | Alexis Pinturault              | Francia   | 2:16,30 |
| 2    | Cyprien Richard                | Francia   | 2:16,37 |
| 3    | Adrien Théaux                  | Francia   | 2:16,82 |
| 4    | Sébastien Pichot               | Francia   | 1:17,37 |
| 5    | Anthony Obert                  | Francia   | 1:17,64 |
| 6    | Thomas Mermillod Blondin       | Francia   | 1:17,73 |
| 7    | Sébastien Sorrel               | Francia   | 1:17,86 |
| 8    | Victor Muffat Jeandet          | Francia   | 1:18,73 |
| 9    | Julien Lizeroux                | Francia   | 1:19,02 |
| 10   | Cristian Javier Simari Birkner | Argentina | 1:19,14 |

Data: 20 marzo

#### Slalom speciale
| Pos. | Atleta                         | Nazione   | Tempo   |
| ---- | ------------------------------ | --------- | ------- |
| 1    | Mathieu Faivre                 | Francia   | 1:35,11 |
| 2    | Maxime Tissot                  | Francia   | 1:35,18 |
| 3    | Thomas Mermillod Blondin       | Francia   | 1:35,68 |
| 4    | Julien Lizeroux                | Francia   | 1:35,74 |
| 5    | Norman Blanc                   | Francia   | 1:36,20 |
| 6    | Victor Muffat Jeandet          | Francia   | 1:37,03 |
| 7    | Christophe Roux                | Moldavia  | 1:37,20 |
| 8    | François Place                 | Francia   | 1:37,26 |
| 9    | Cristian Javier Simari Birkner | Argentina | 1:37,62 |
| 10   | Benjamin Gardet                | Francia   | 1:37,96 |

Data: 21 marzo

#### Supercombinata
| Pos. | Atleta                | Nazione | Tempo   |
| ---- | --------------------- | ------- | ------- |
| 1    | François Place        | Francia | 2:06,49 |
| 2    | Sébastien Pichot      | Francia | 2:06,66 |
| 3    | Mathieu Faivre        | Francia | 2:06,78 |
| 4    | Alexandre Pasquier    | Francia | 2:07,31 |
| 5    | Alexis Pinturault     | Francia | 2:07,41 |
| 6    | Victor Muffat Jeandet | Francia | 2:07,55 |
| 7    | Anthony Obert         | Francia | 2:07,85 |
| 8    | Maxime Tissot         | Francia | 2:08,01 |
| 9    | Jonas Devouassoux     | Francia | 2:08,07 |
| 10   | Jonathan Midol        | Francia | 2:08,12 |

Data: 18 marzo

### Donne

#### Discesa libera
| Pos. | Atleta                   | Nazione | Tempo   |
| ---- | ------------------------ | ------- | ------- |
| 1    | Aurélie Revillet         | Francia | 1:19.28 |
| 2    | Marine Gauthier          | Francia | 1:19,34 |
| 3    | Ingrid Jacquemod         | Francia | 1:19,54 |
| 4    | Charlène Gardet          | Francia | 1:19,83 |
| 5    | Jéromine Géroudet        | Francia | 1:19,92 |
| 5    | Jennifer Piot            | Francia | 1:19,92 |
| 7    | Coralie Frasse Sombet    | Francia | 1:19,94 |
| 7    | Mireia Gutiérrez         | Andorra | 1:19,94 |
| 9    | Marie Marchand-Arvier    | Francia | 1:20,12 |
| 10   | Marielle Berger Sabbatel | Francia | 1:20,26 |

Data: 25 marzo

#### Supergigante
| Pos. | Atleta                   | Nazione | Tempo   |
| ---- | ------------------------ | ------- | ------- |
| 1    | Marie Marchand-Arvier    | Francia | 1:22,32 |
| 2    | Ingrid Jacquemod         | Francia | 1:22,34 |
| 3    | Anémone Marmottan        | Francia | 1:22,47 |
| 4    | Charlène Gardet          | Francia | 1:22,61 |
| 5    | Aurélie Revillet         | Francia | 1:22,88 |
| 6    | Jéromine Géroudet        | Francia | 1:23,00 |
| 7    | Taïna Barioz             | Francia | 1:23,03 |
| 8    | Marine Gauthier          | Francia | 1:23,12 |
| 9    | Adeline Baud             | Francia | 1:23,20 |
| 10   | Marielle Berger Sabbatel | Francia | 1:23,23 |

Data: 23 marzo

#### Slalom gigante
| Pos. | Atleta                | Nazione     | Tempo   |
| ---- | --------------------- | ----------- | ------- |
| 1    | Anémone Marmottan     | Francia     | 2:17,55 |
| 2    | Taïna Barioz          | Francia     | 2:17,85 |
| 3    | Tessa Worley          | Francia     | 2:17,91 |
| 4    | Anne-Sophie Barthet   | Francia     | 1:18,55 |
| 5    | Olivia Bertrand       | Francia     | 1:18,78 |
| 6    | Marion Bertrand       | Francia     | 1:18,81 |
| 7    | Chemmy Alcott         | Regno Unito | 1:19,01 |
| 8    | Adeline Baud          | Francia     | 1:19,05 |
| 9    | Jennifer Piot         | Francia     | 1:19,77 |
| 10   | Coralie Frasse Sombet | Francia     | 1:19,86 |

Data: 22 marzo

#### Slalom speciale
| Pos. | Atleta              | Nazione | Tempo   |
| ---- | ------------------- | ------- | ------- |
| 1    | Nastasia Noens      | Francia | 1:39,94 |
| 2    | Marion Bertrand     | Francia | 1:40,20 |
| 3    | Claire Dautherives  | Francia | 1:40,29 |
| 4    | Anne-Sophie Barthet | Francia | 1:40,70 |
| 5    | Taïna Barioz        | Francia | 1:41,53 |
| 6    | Julie Bordeau       | Francia | 1:41,93 |
| 7    | Tamara Vidoni       | Francia | 1:42,32 |
| 8    | Enrica Cipriani     | Italia  | 1:42,63 |
| 9    | Jéromine Géroudet   | Francia | 1:43,18 |
| 10   | Olivia Bertrand     | Francia | 1:43,21 |

Data: 21 marzo

#### Supercombinata
| Pos. | Atleta            | Nazione | Tempo   |
| ---- | ----------------- | ------- | ------- |
| 1    | Ingrid Jacquemod  | Francia | 2:09,35 |
| 2    | Jéromine Géroudet | Francia | 2:09,69 |
| 3    | Adeline Baud      | Francia | 2:09,71 |
| 4    | Mireia Gutiérrez  | Andorra | 2:10,43 |
| 5    | Romane Miradoli   | Francia | 2:10,77 |
| 6    | Tamara Vidoni     | Francia | 2:10,87 |
| 7    | Charlène Gardet   | Francia | 2:11,12 |
| 8    | Marion Hudry      | Francia | 2:11,88 |
| 9    | Marine Gauthier   | Francia | 2:12,06 |
| 10   | Aurélie Revillet  | Francia | 2:12,08 |

Data: 26 marzo